# Vaszilij Ivanovics Szurikov
Vaszilij Ivanovics Szurikov (oroszul: Василий Иванович Суриков) (Krasznojarszk, 1848. január 24. – Moszkva, 1916. március 19.) orosz realista festő, a Vándorkiállítók Társaságának tagja.

## Életpályája
Kozák családból származott. A pétervári akadémián tanult. Anyagi függetlensége érdekében elvállalta a Moszkvában akkor épülő Megváltó Krisztus-székesegyház freskóinak megfestését. Vonzották az orosz nép történelmi eseményei. Az első, epikus jellegű történelmi kompozíciója A sztrelecek kivégzésének reggele (1878-81). Ezt követte a Nagy Péter idejét felidéző Menysikov száműzetéseben (1881-83).
1883-84-ben külföldi tanulmányutakat tett Ausztriába, Németországba, Francia- és Olaszországba. Jótékony hatással voltak rá a velencei festők művei. Fő műve a Morozova bojárasszony, melyet 1887-ben fejezett be. A festmény vázlatai már 1883-tól készültek. 1889-90-ben szülőföldjére, Szibériába utazott. Ekkor készültek A hóváros bevétele (1891), Jermák meghódítja Szibériát (1895) c. művei. Következő nagyszabású műve a Szuvorov átkelése az Alpokon (1899), e festményhez helyszíni vázlatokat készített. 1887-től készült utolsó fő műve, a Sztyepán Razin, melyet 1910-ben fejezett be. Kitűnő portrékat, akvarelleket és illusztrációkat is alkotott.
Krasznojarszki szülőháza 1954 óta emlékmúzeum.

## Képgaléria

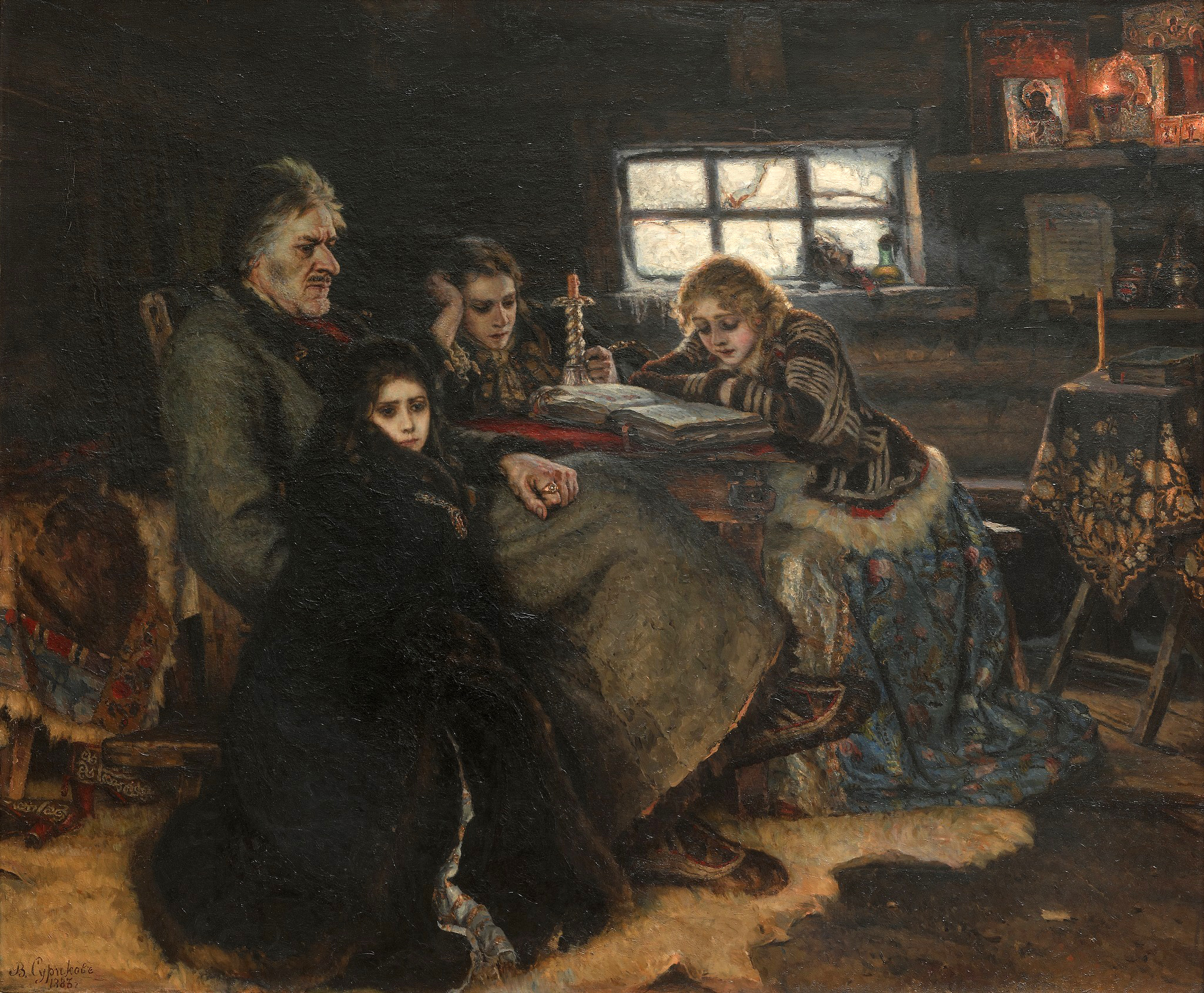
Mensikov Berezovóban
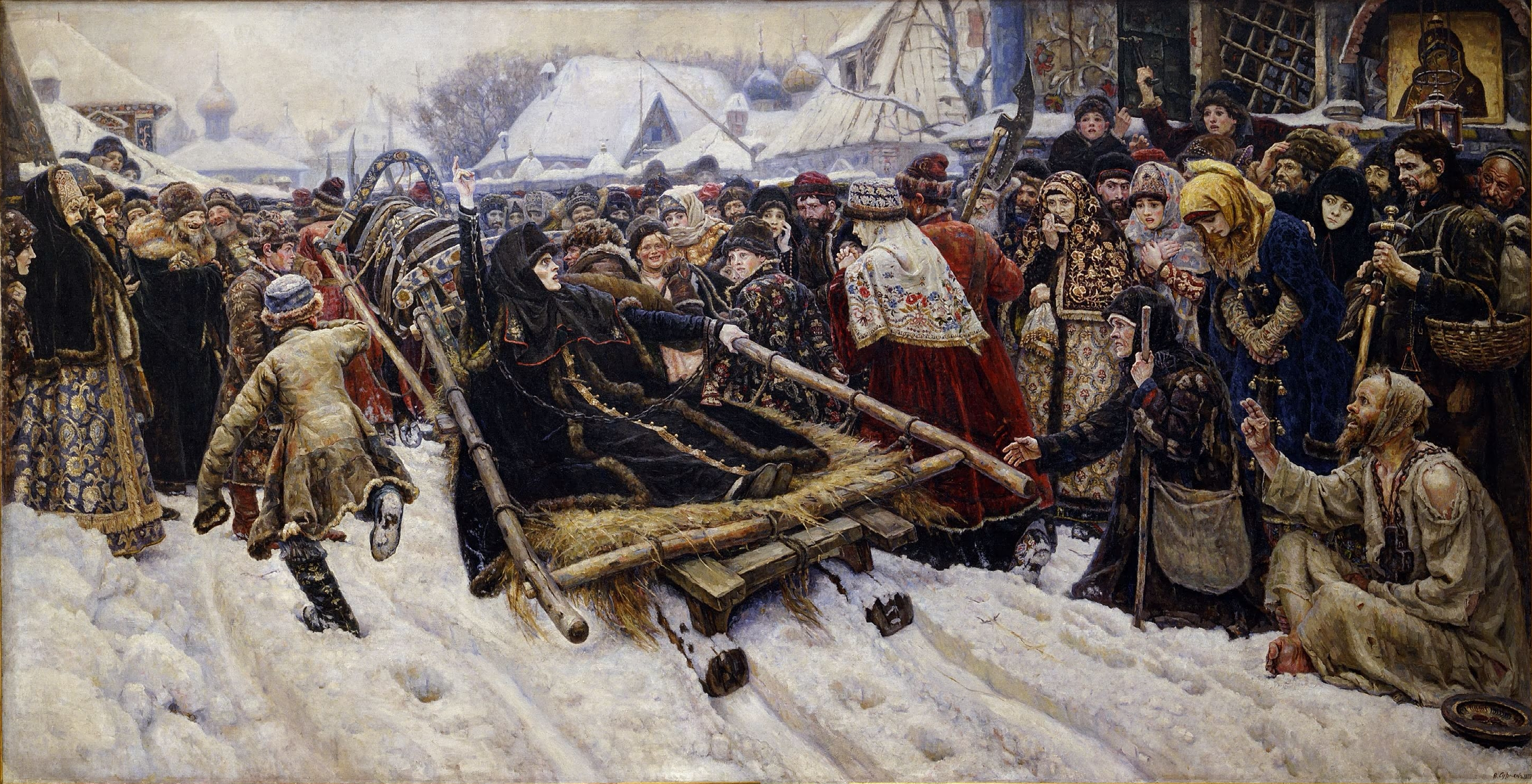
Morozova bojárasszony
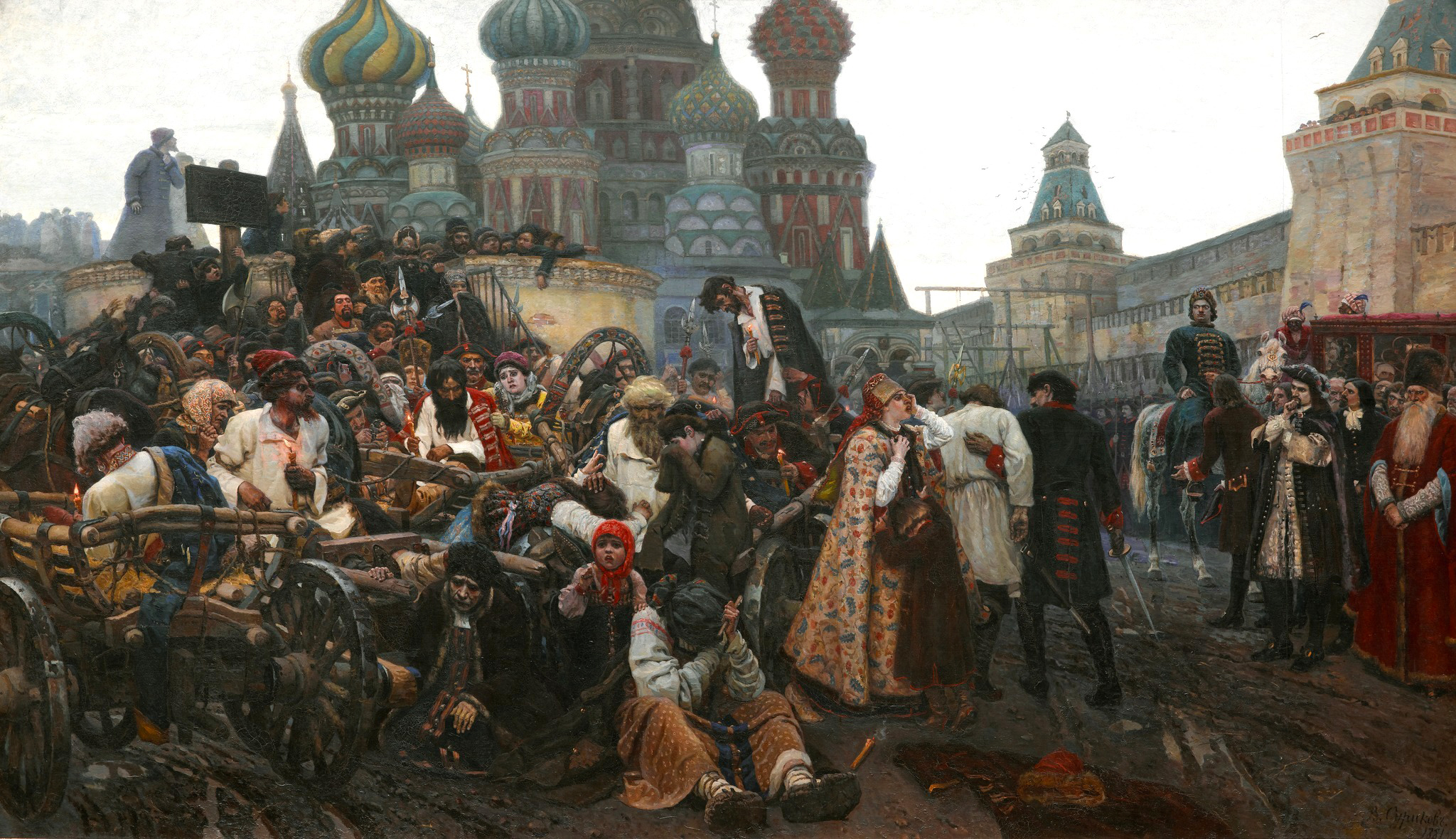
A sztrelecek kivégzésének reggele
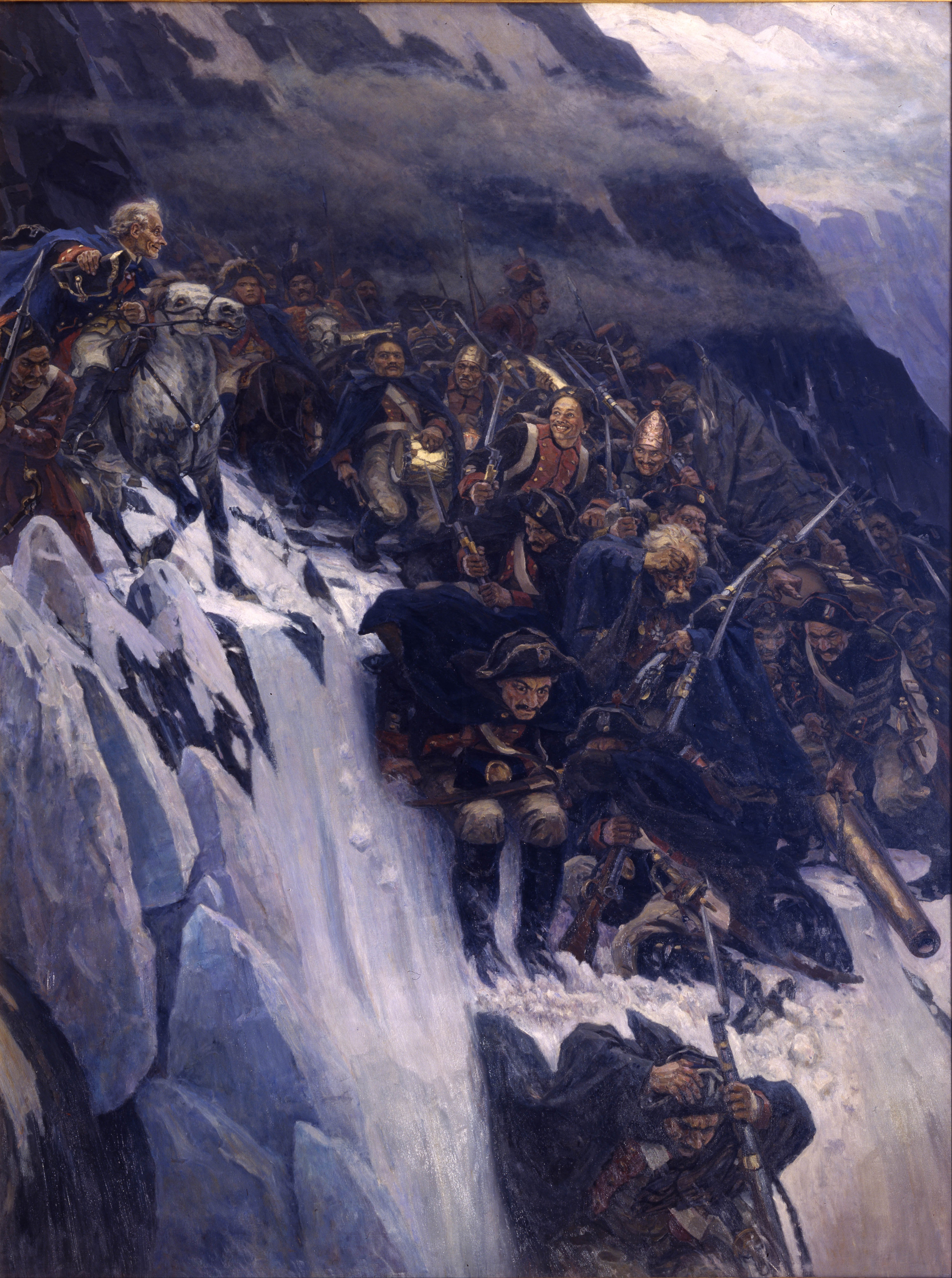
Szuvorov átkelése az Alpokon